# Bolero (album)
Bolero je treći studijski album hrvatskog rock sastava Haustor. Album je objavljen 1985. godine.

## Popis pjesama
| 1.    | »Bolero«                 | 5:25 |
| 2.    | »Ena«                    | 3:53 |
| 3.    | »TV Man«                 | 5:47 |
| 4.    | »Sejmeni«                | 4:06 |
| 5.    | »Take The Money And Run« | 4:22 |
| 6.    | »Ja želim«               | 3:04 |
| 7.    | »Šejn«                   | 4:44 |
| 8.    | »Šal od svile«           | 5:45 |
| 34:06 |                          |      |

## Sudjelovali na albumu
- Prateći vokali – Anja Šovagović, Dijana Kočica, Julija Voloder, Mirjana Vodopija, Mirjana Đurović, Stjepka Kavurić
- Bubnjevi – Srđan Gulić
- Gitara – Rastko Milošev
- Gitara, prateći vokal – Zoran Zajec
- Klavijature – Neven Frangeš
- Glazba, tekst, glavni vokal, ritam gitara, bas gitara – Darko Rundek
- Producenti – Mitar Subotić, Dragan Čačinović
- Sintesajzer, saksofon – Jurij Novoselić
- Tenor saksofon – Damir Prica
- Trombon – Nikola Santro
- Truba – Igor Pavlica
- Recitacija – Rade Šerbedžija